# 1550 год в науке
В 1550 году произошли различные научные и технологические события, некоторые из которых представлены ниже.

## События
- Георгий Агрикола (Бауэр), отец минералогии, закончил трактат «De re metallica» («О металлах») в 12 книгах (опубликована в 1556 году).

## Публикации
- Джероламо Кардано опубликовал в Нюрнберге всеобъемлющий обзор естественных наук под названием лат. «De subtilitate».
- Джованни Баттиста Рамузио начал публикацию первого в мире документального сборника путевых заметок «Navigationi et Viaggi» («Навигации и путешествия»).
- Вышло парижское издание книги Амбруаза Паре «Краткий сборник анатомического руководства: По способу соединения костей» (фр. Briefve collection de l'administration anatomique)[1].

## Родились
См. также: Категория:Родившиеся в 1550 году
- 1 февраля — Джон Непер, шотландский математик, изобретатель логарифмов (умер в 1617 году)[2].
- 30 сентября — Михаэль Мёстлин, немецкий астроном и математик, учитель Иоганна Кеплера (умер в 1631 году).
- (?) —  Виллем Баренц,  голландский мореплаватель и исследователь Арктики (умер в 1597 году).

## Скончались
См. также: Категория:Умершие в 1550 году